# Mikołaj Sieniawski
Ne doit pas être confondu avec Mikołaj Hieronim Sieniawski.
Mikołaj Sieniawski (né vers 1489 – mort en 1569) est un membre de la noble famille polonaise Sieniawski, hetman (1539-1561) puis grand hetman de la Couronne (1561).

## Biographie
En 1512 il prend part à la bataille de Łopuszno. En 1518, il est à la cour du roi Sigismond Ier. En 1522 il participe à de nombreuses batailles contre les Tatars et les Moldaves. En 1531, il est gardien de la couronne et participe à la bataille d'Obertyn. Sur ses épaules repose la défense de la République. Sous les ordres de Jean Tarnowski, il remporte plusieurs batailles. L'année suivante, il est nommé chambellan. En 1537 il est nommé castellan de Bełz.
En 1539 il est nommé hetman de la Couronne et prend part à la plupart des batailles dans lesquelles la Pologne est engagée. Plus particulièrement, il organise avec succès plusieurs raids sur le territoire de l'Empire ottoman et en Crimée. En 1542, il est nommé voïvode de Bełz. En 1563 il reçoit la Boulava du grand hetman de la Couronne, commandant en chef de l'armée polonaise.
Il meurt en 1569 et est inhumé dans la chapelle familiale du château de Berejany édifié par lui en 1534.

## Mariage et descendance
Il épouse Katarzyna Koła, fille de l'hetman Jan Koła, qui lui donne 5 enfants:
- Hieronim (pl) (1516/1519-1582)
- Mikołaj (1520-1584)
- Rafał (pl) (?-1592)
- Jan
- Anna, épouse de Spytek Jordan (pl), trésorier de la Couronne et Castellan de Cracovie.

## Sources
- Notices d'autorité :   - VIAF
  - Pologne

- (en) Cet article est partiellement ou en totalité issu de l’article de Wikipédia en anglais intitulé « Mikołaj Sieniawski » (voir la liste des auteurs).